# Monte Perone
Il Monte Perone è la vetta più orientale della Catena del Monte Capanne, nell'isola d'Elba. Raggiunge un'altitudine di 630 m.

## Nome
Attestato nel 1632 come Serra di Perone, il toponimo Perone è probabilmente una corruzione di serrone (dal latino serra, «cresta montana»).

## Clima

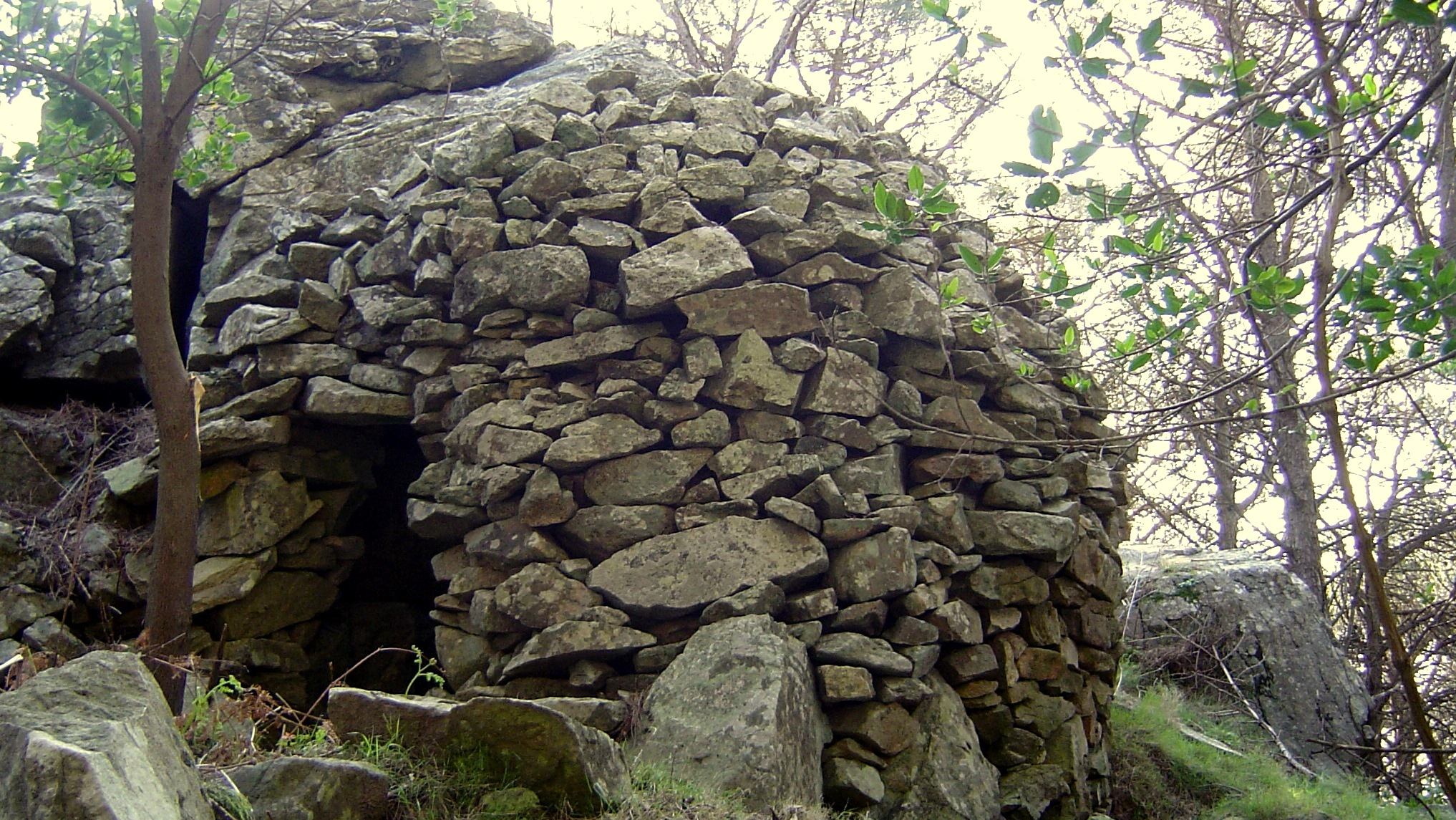
Caprile della Tozza al Pagliaio, sulle pendici meridionali del Monte Perone

Dati:https://www.sir.toscana.it/
| Monte perone       | Gen | Feb | Mar  | Apr  | Mag  | Giu  | Lug  | Ago  | Set  | Ott  | Nov  | Dic |
| ------------------ | --- | --- | ---- | ---- | ---- | ---- | ---- | ---- | ---- | ---- | ---- | --- |
| T. max. media (°C) | 6,0 | 6,9 | 10,2 | 14,1 | 18,7 | 23,4 | 27,0 | 27,3 | 23,5 | 17,9 | 12,4 | 7,3 |
| T. min. media (°C) | 2,1 | 2,7 | 4,6  | 7,6  | 11,0 | 14,2 | 17,0 | 17,2 | 13,9 | 10,1 | 6,3  | 3,2 |

## Ambiente
Il Monte Perone, a differenza degli altri monti vicini costituiti da monzogranito, è formato da rocce ofiolitiche. La montagna si presenta come una dorsale dalla sommità pianeggiante, che oggi ospita la più estesa pineta di Pinus pinaster dell'isola, impiantata nel 1935. Prima di tale data, la dorsale era caratterizzata da vasti prati nei quali venivano fatti pascolare cavalli, asini e muli; due luoghi, la rupe detta Cote dei Cavalli e il recinto naturale chiamato Acchiappacavalli, testimoniano quest'utilizzo. Nei pressi si trova la località detta Piana alla Mensa, toponimo che deriva dal latino mensa, «pianoro». Non distante esiste un quartiere pastorale, il Caprile del Perone, caratterizzato da una struttura annessa (forse una cascina per la produzione casearia). Sulle pendici meridionali del Monte Perone si trovano grosse formazioni monzogranitiche quali Cote del Corvo, Cot'i Gatto, Cot'i Tappino, Cote di Poncio, Cote di Santeramo, Sasso Pinzuto, Tozza alla Croce, Tozza alla Noce, Tozza al Pagliaio.
Nel 1976 sul Monte Perone furono immessi dal Comune di Marciana alcuni esemplari di muflone, che, moltiplicatisi negli anni, hanno invaso il settore occidentale dell'isola con ingenti danni al patrimonio vegetale.
La montagna ospita un raro endemismo entomologico, il coleottero Troglorhynchus giustii.

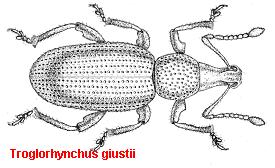
Troglorhynchus giustii, endemico del Monte Perone

## Guardia del Monte Perone
Su una rupe svettante dalla dorsale della montagna si trovava un'antica guardia (testimoniata dal toponimo Monte della Guardia) consistente in una postazione di vedetta per segnalazioni a distanza.

## Miniera del Monte Perone
Nei pressi della cima (42°46′59.01″N 10°12′16.98″E) si trova una miniera di calcopirite, limonite ed ossidi di ferro; lunga 38 metri, fu scavata tra il 1925 e il 1928 nello stesso sito di una vasta cava forse risalente al periodo etrusco. L'area fu visitata nel 1860 dal geologo William Paget Jervis e, nel 1913, dal geologo Piero Aloisi.

## Buca della Nivera
Nella vallata ad ovest del Monte Perone si trova una nivera documentata dal 1820, ossia una ghiacciaia a fossa dove in inverno veniva raccolta e pressata la neve per essere trasformata in ghiaccio.

## La storia diFicasecca
Intorno al 1935 un pastore di Marciana, affetto da demenza e soprannominato Ficasecca (ossia «fico secco»), si convinse di voler salire sulla luna per poi balzare, da lì, negli Stati Uniti d'America in cerca di fortuna. Dal paese di Marciana, una sera di novembre, si inerpicò verso il Monte Perone per realizzare la surreale impresa.
Il suo corpo scheletrico, rannicchiato in una grotticella presso la località Sassinca sulle pendici meridionali del Monte Perone, fu casualmente ritrovato diversi mesi dopo da alcuni militari del Regio Esercito intenti a recuperare le granate inesplose al termine delle esercitazioni che avvenivano in quegli anni sui monti dell'Elba.